# Ptolemaiosz (grammatikus)
Ptolemaiosz (I. e. 2. század) görög grammatikus.
Hellanikosz tanítványa, Arisztarkhosz ellenfele volt. Munkáinak csupán a címük maradt fenn a Szuda-lexikonban: Peri tón paré; Homéru phlegón, peri Iliadosz, valamint egy kommentár Homérosz Odüsszeiájához.